# Bodiluddelingen 1953
Bodiluddelingen 1953 blev afholdt i 1953 i København og markerede den 6. gang at Bodilprisen blev uddelt.

## Vindere
| Bedste mandlige hovedrolle    | Bedste kvindelige hovedrolle  |
| ----------------------------- | ----------------------------- |
| - Per Buckhøj for Adam og Eva | - ikke uddelt                 |
| Bedste mandlige birolle       | Bedste kvindelige birolle     |
| - ikke uddelt                 | - ikke uddelt                 |
| Bedste danske film            | Bedste amerikanske film       |
| - Adam og Eva af Erik Balling | - Sheriffen af Fred Zinnemann |
| Bedste europæiske film        | Bedste dokumentarfilm         |
| - Rya-Rya af Alf Sjöberg      | - ikke uddelt                 |

## Øvrige priser

### Æres-Bodil
- Kjeld Arnholtz for fotografering af Kriminalsagen Tove Andersen